# Центар за женске студије
Центар за женске студије је независна непрофитна и невладина организација у Београду. Његова мисија је да креира и промовише могућности алтернативног образовања кроз разне наставне, истраживачке и издавачке програме. Циљ ових програма је да се истраже друштвене праксе дискриминације и искључености на основу пола, националности, сексуалности, боје коже, класе, религије итд, као и да се теоријски размотре потенцијални модели отпора угњетавању и искључености и да се славе разлике.
Након много преговора, Универзитет у Београду на Факултету политичких наука званично је признао и акредитовао сет програма Центра, чиме је омогућено оснивање Центра за род и политику, институције основане ради даље промоције родних студија. Центар за женске студије наставља да има дугорочни циљ даље институционализације формалним успостављањем и институционализацијом програма женских студија на Универзитету у Београду.

## Оснивање и историја
Београдски центар за женске студије покренула је феминистичка активистичка група „Жене и друштво” 1992. године. Први експериментални једносеместрални курс почео је симболично 8. марта 1992. године. Конципиран је почетком 90-их као мирнодопски подухват. Од свог оснивања и током прве деценије своје историје, Центар је радио у позадини ратова вођених између 1991-1999, као алтернатива основном образовању тог времена. Основана је као антиратни и антинационалистички образовни пројекат, утемељен и подржан феминистичким активизмом.